# Международные соглашения ФРГ по привлечению иностранных рабочих
Международные соглашения ФРГ по привлечению иностранных рабочих (нем. Anwerbeabkommen zwischen der Bundesrepublik Deutschland und anderen Staaten) — международные договоры, заключённые Федеративной Республикой Германия в 1955—1968 годы с рядом стран с целью привлечения в немецкую экономику иностранных рабочих на временной основе и регулирования их пребывания в ФРГ. В течение нескольких лет были заключены договоры с Италией (1955), Испанией (1960), Грецией (1960), Турцией (1961), Марокко (1963), Южной Кореей (1963), Португалией (1964), Тунисом (1965) и Югославией (1968). В результате привлечения гастарбайтеров число иностранцев в ФРГ возросло с 280 тысяч в 1960 году до 2,6 миллиона в 1973 году.

## История

### Италия (1955), Испания и Греция (1960)

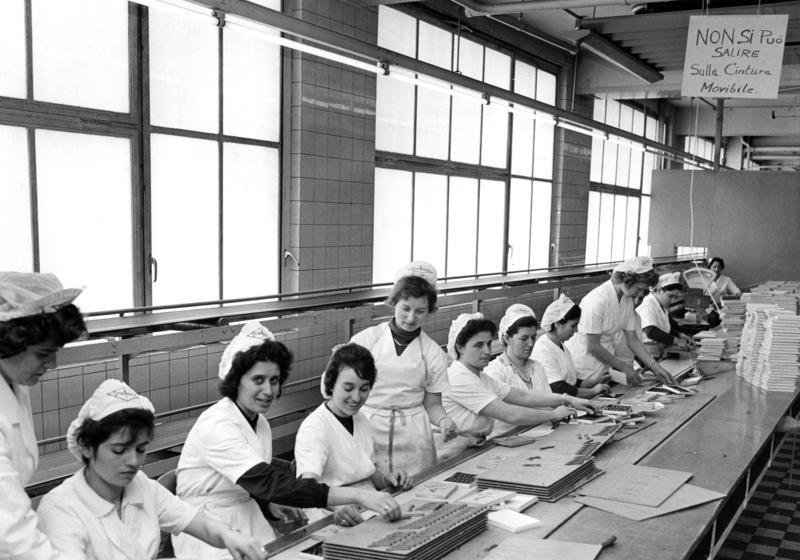
Итальянские работницы на шоколадной фабрике в Кёльне (1962)

По причине стремительного развития немецкой экономики уже с 1955 года в ФРГ наблюдалась острая нехватка рабочих рук и федеральное правительство в 1955 году приняло решение о привлечении иностранных рабочих. Италия обратилась к Германии с предложением принять своих рабочих ещё в сентябре 1953 года. Однако тогда в ФРГ отреагировали с осторожностью, и соответствующий договор был заключён лишь спустя два года 20 декабря 1955 года. Таким образом, Италия стала первым государством, с которым ФРГ заключила международный договор, регулирующий трудовую миграцию. Тем временем, Италия уже имела подобные соглашения с Бельгией, Францией, Швейцарией, Великобританией, Люксембургом, Нидерландами и Чехословакией. Первоначально итальянские сезонные рабочие должны были быть заняты в сельском хозяйстве и гостиничном деле и имели трудовые договоры, ограниченные сроком в 6 или 12 месяцев. Однако позднее возникла необходимость в рабочих руках и в других сферах экономики. Большинство итальянских гастарбайтеров прибыло в 1950-е — 1960-е годы из Южной Италии.
В общей сложности около 4 миллионов итальянских граждан прибыло в ФРГ после 1955 года. Это число достигло своего пика в 1965 году, когда в Германию прибыло около 270 тысяч итальянцев. Около 89 % итальянских рабочих возвратились впоследствии назад на родину. Несмотря на это итальянская рабочая миграция сыграла большую роль в формировании итальянской диаспоры в Германии.
29 марта 1960 года аналогичное соглашение по итальянскому образцу было подписано с Испанией, а 30 марта — с Грецией.

### Турция (1961)

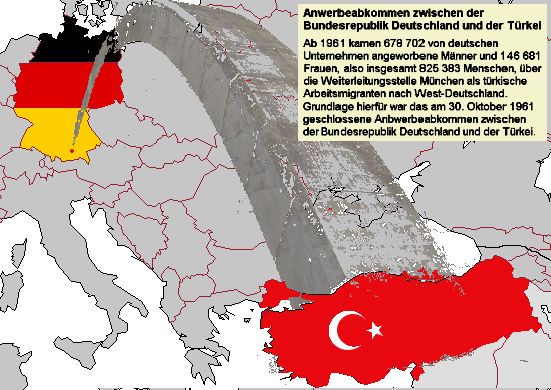
С 1961 года в ФРГ прибыло более 800 тысяч турецких гастарбайтеров

Несмотря на привлечение гастарбайтеров из Италии, Испании и Греции, нехватка рабочих рук не была покрыта. В 1960 году на 487.746 открытых вакансий имелось лишь 153.161 претендентов. Кроме того, с 1956 года началось постепенное введение 40-часовой рабочей недели (вместо 48-часовой), что ещё более усилило нехватку трудовых кадров в стране.
Турция становилась важным торговым партнёром ФРГ и, являясь членом НАТО, имела важную стратегическую роль для ФРГ на юго-восточном направлении. В самой Турции наблюдалась высокая безработица, вызванная высоким ростом населения, за которым не успевала развиваться турецкая экономика. Таким образом, турецкое правительство было весьма заинтересовано во временной отправке трудоспособного населения за границу в качестве гастарбайтеров, которые с помощью денежных переводов могли бы экономически поддерживать свои оставшиеся в Турции семьи. В экономической стабильности Турции было также заинтересовано НАТО.
Подписанию договора предшествовали длительные переговоры и пробные проекты. Ещё в 1957 году в ФРГ были приглашены 150 выпускников из Анкары для получения средне-специального образования в Германии. Кроме того, турецкие рабочие уже до подписания договора между странами самостоятельно находили пути трудоустройства в ФРГ. В 1960 году в Западной Германии работало около 2,5 тысяч граждан Турции.
Тем не менее, немецкое правительство было скептически настроено по отношению к турецким рабочим. Министр труда Теодор Бланк высказывался против подписания договора в силу больших культурных и религиозных различий между турецкими гастарбайтерами и местным населением и опасался возникновения конфликтов на этой почве. Несмотря на это, договор был подписан.
В первые годы после подписания договора число турецких рабочих, прибывших в ФРГ, было незначительным и не играло никакой роли в общем числе трудовых мигрантов. Положение изменилось после экономического кризиса 1967 года, когда для покрытия острой нехватки рабочих рук в металлургической промышленности и автомобилестроении было привлечено огромное число неквалифицированной дешёвой рабочей силы из-за границы.
Первоначально прибывшие в ФРГ турецкие гастарбайтеры получали ограниченное право пребывания сроком на два года. После этого они были обязаны вернуться на родину, а на их место привлекались новые рабочие. Тем самым соблюдался так называемый принцип ротации. В отличие от договоров с другими странами, турецкие гастарбайтеры не могли привозить с собой свои семьи. Принцип ротации на практике сопровождался многими неудобствами, ведь уже обученные кадры через два года уходили и сменялись новыми, не имеющими необходимой для работы квалификации. По этой причине уже в 1964 году этот принцип был отменён. Кроме того, рабочим было разрешено привозить в ФРГ свои семьи. Вследствие нефтяного кризиса 1973 года и последующей тяжёлой экономической рецессии правительство ФРГ приняло решение полностью остановить приём трудовых мигрантов. К этому моменту в ФРГ находилось уже около 700 тысяч турецких рабочих, которые были поставлены перед выбором: либо вернуться в Турцию, либо остаться в ФРГ. Большинство из них приняло решение остаться в Германии. Сегодня турецкие гастарбайтеры, их семьи и потомки составляют большинство из 2,6 миллионов турок в Германии.

### Марокко (1963) и Тунис (1965)
Договоры, заключённые с Марокко (1963 год) и Тунисом (1965), также как и договор с Турцией, ограничивали пребывание гастарбайтеров из этих стран на территории ФРГ двумя годами и предусматривали всё тот же ротационный принцип. Кроме того, эти договоры предусматривали исключительно наём работников, не состоящих в браке и не имеющих семей.

### Южная Корея (1963)
Соглашение с Южной Кореей было заключено 16 декабря 1963 года и предусматривало привлечение южнокорейских шахтёров в немецкую промышленность, испытывающую большую нехватку кадров. Такая специфическая направленность связана с осуществлением в то время программы по оказанию Германией финансовой и технической помощи Южной Корее по развитию угольной промышленности. При этом в ФРГ под предлогом обучения планировалось привлечение большого числа дешёвой рабочей силы из Кореи. Общее количество южнокорейцев, привлечённых на работу в угольных шахтах в 1963—1977 годы составило около 8 тысяч человек. Позднее в ФРГ для работы в больницах в качестве медсестёр стали привлекать и женщин из Южной Кореи, число которых составило около 10 тысяч человек.

### Португалия (1964) и Югославия (1968)
Аналогичные соглашения были также заключены и с Португалией в 1964 году и с Югославией в 1968 году.